# كيلي برجلاند
كيلي برجلاند (بالإنجليزية: Kelli Berglund)‏ هي مغنية وممثلة أمريكية، ولدت في 9 فبراير 1996 في مووربارك في الولايات المتحدة.

## وصلات خارجية
- كيلي برجلاند على موقع IMDb (الإنجليزية)
- كيلي برجلاند على موقع روتن توميتوز (الإنجليزية)
- كيلي برجلاند على موقع قاعدة بيانات الفيلم (الإنجليزية)